# Miyana
Miyana is een wetenschappelijke naam die soms gebruikt wordt als naam van een geslacht van vlinders uit de onderfamilie Heliconiinae van de familie Nymphalidae. De naam wordt echter veelal gezien als een synoniem van Acraea Fabricius, 1807, en de beide soorten uit dit geslacht dan in Acraea geplaatzst.

## Soorten
- Miyana meyeri (Kirsch, 1877)
- Miyana moluccana (Felder, 1860)